# 科尔泰帕拉肖
科尔泰帕拉肖（義大利語：Corte Palasio），是意大利洛迪省的一个市镇。总面积15平方公里，人口1619人，人口密度107.9人/平方公里（2009年）。ISTAT代码为098024。